# 104th Street (Fulton Street Line)
104th Street is een station van de metro van New York aan de Fulton Street Line, in het stadsdeel Queens. Het station is geopend in 1956. Lijn  maakt gebruik van dit station.
 ·  ·  ·  ·  ·  ·  ·  ·  · 